# María Esperanza Navarro
María Esperanza Navarro Bassó (1928-Madrid, 8 de mayo de 1978), más conocida como Esperanza Navarro, fue una actriz española.

## Biografía
Hija de los actores María Bassó y Nicolás Navarro y hermana de Félix Navarro, se inicia en el mundo de la interpretación siendo todavía una niña, con la compañía de sus padres.
Su carrera profesional se desarrolló fundamentalmente en el teatro, medio en el que como primera figura llegó a intervenir en decenas de montajes, pudiendo mencionarse La Celestina, de Fernando de Rojas, Los galeotes (1946), Las flores (1948), El genio alegre (1953), todas ellas de los Hermanos Álvarez Quintero, El alfiler en la boca (1952), de Jacinto Benavente, Chispita la revoltosa (1954), de Jorge N. Michelena, Una viuda original (1955), de Adrián Ortega La Orestíada (1960) de Esquilo en Festival de Teatro Clásico de Mérida, La malcasada (1962), de Lope de Vega, Madre Coraje y sus hijos (1969), de Bertolt Brecht, con Mari Carrillo, La molinera de Arcos (1970), de Alejandro Casona, su paso por la compañía de Nuria Espert o su última aparición escénica en un espectáculo de Zori y Santos.
Su paso por el cine fue mucho más discreto, contando en su haber una decena de títulos, entre los que destaca Tuvo la culpa Adán (1944), de Juan de Orduña, que supuso precisamente su debut en la gran pantalla, y El destino se disculpa (1945), de José Luis Sáenz de Heredia.
También realizó alguna incursión en televisión, participando en episodios puntuales de espacios como Historias para no dormir, Estudio 1 o Compañera te doy.